# Герб Кемерова
Герб Кемерова является официальным геральдическим символом города Кемерово Кемеровской области Российской Федерации.
Современный герб города Кемерово был утверждён в 2019 году. Герб внесён  в Государственный геральдический регистр Российской Федерации под номером 12697.

## Описание и обоснование символики
Геральдическое описание герба (блазон) гласит:
В пересечённом червлёном и чёрном поле — узкий золотой пояс в виде двух расходящихся и вписанных головок хлебных колосьев, из-за которого вниз выходит также золотое зубчатое колесо (о двух видимых косвенно спицах); посередине всё накрыто серебряной ретортой с горлышком, наклонённым влево.
Фигуры герба города Кемерово символизируют исторически сложившиеся главные направления промышленного развития города:
- реторта - химическую промышленность;
- зубчатое колесо – машиностроение;
- колосья - плодородие земли, связанное с применением минеральных удобрений, вырабатываемых на химических предприятиях города.

Применённые в гербе цвета символизируют:
- червлень (красный цвет) – труд, мужество, энергию и силу;
- чёрный цвет – мудрость, а также основное богатство области, центром которой является город Кемерово, – каменный уголь;
- серебро (белый цвет) – чистые помыслы, надёжность и доброту;
- золото (жёлтый цвет) – богатство и процветание.[4]

## История
Герб города Кемерово –  представитель молодых геральдических символов. Поскольку сам город основан после революции, в 1918 г., он не имеет исторических гербов, которые многие российские города возродили или взяли за основу новых городских символов после перестройки. В городе Кемерово герб создавался с нуля.
Герб 1973 года
Герб города Кемерово 1973 года представляет собой геральдический щит французской формы.
В центре щита серебряная реторта, половина золотой шестерни и два колоса. Вся эта композиция делит щит на красную (вверху) и черную (внизу) части.
Конкурс на лучший проект герба города Кемерово был объявлен постановлением исполкома Кемеровского горсовета от 22 марта 1972 года. Проекты предлагалось высылать до 25 сентября на адрес управления главного архитектора Кемерова. В состав жюри вошли люди, тесно связанные с жизнью и культурой города: председатель горисполкома Е. А. Залесов, журналист И. А. Балибалов, директор Кемеровского областного краеведческого музея Ю. В. Барабанов, заслуженный художник РСФСР А. Н. Кирчанов, заведующая городским отделом культуры И. В. Крейнес, председатель Кемеровской организации Союза архитекторов СССР К. Д. Нещадимов, почётный гражданин города М. А. Подгорбунский, главный художник областного драмтеатра М. Т. Ривин, секретарь горкома КПСС Ю. Л. Сокольников, главный архитектор г. Кемерово В. А. Суриков.
Участие в конкурсе приняли люди разных возрастов и профессий - от младших школьников до маститых художников. Впечатляет и география - проекты приходили из Киева, Новосибирска, Челябинска, Омска, Томска, практически из всех городов и поселков Кемеровской области. Всего в конкурсе приняли участие 73 человека. В общей сложности они представили около 150 работ. Некоторые прислали по 2-3 и больше проектов. В фондах Кемеровского областного краеведческого музея хранятся 87 работ 62 авторов.
Позднее, 17 ноября 1972 года жюри после многочасовых прений, споров и дебатов объявило победителей. 30 декабря на основании протокола заседания жюри исполком горсовета решил: отметить денежной премией в сумме 650 рублей товарища Александра Ивановича Выпова, занявшего по условиям конкурса первое и второе места; поощрительными премиями по 50 рублей каждая В.А. Губарева, Т.Н. Королеву, А.Г. Островского, В.Д. Полтавцева.
Герб был утверждён постановлением горисполкома 30 декабря 1972.
Герб 1997 года

Герб города Кемерово 1997 года

Герб города Кемерово 1997 года представляет собой геральдический щит французской формы.
Щит разделён на два поля красного и чёрного цветов. В центре щита — стилизованное изображение химической реторты, перекрывающей части шестерни и колосьев. В верхней части щита указывается название города — Кемерово. Изображение стилизованной химической реторты, части шестерни символизируют химическую и машиностроительную отрасли промышленности — главные направления промышленного развития города. Колосья хлеба символизируют плодородие земли, связанное с применением минеральных удобрений, вырабатываемых на химических предприятиях города.
Используемые различные цвета несут определённую смысловую нагрузку:
- красный — мужество, державность, слава, кровь, пролитая за отечество, энергия, сила;
- чёрный — символизирует каменный уголь, основное богатство области, центром которой является Кемерово;
- жёлтый (золото) — символ богатства, справедливости, милосердия, великодушия, постоянства, силы, верности.

Из-за нарушений геральдических норм, а именно - наличия текста, эта версия не была представлена в Государственном геральдическом реестре.
Основой герба стал исторический герб образца 1973 года. В 1997 году Кемеровский горсовет народных депутатов принял решение о гербе и флаге города Кемерово, в котором, устанавливая основные символы города, подтвердил почти полностью старый герб.